# (27401) 2000 EH107
(27401) 2000 EH107 ist ein Asteroid des Hauptgürtels. Das Perihel seiner Bahn liegt bei 2,0 AE, das Aphel bei 2,6 AE. Die absolute Helligkeit beträgt 15,1 mag. Am 6. März 2000 wurde der Asteroid im Rahmen des Projekts NEAT entdeckt.